# Четвёртый стул
«Четвёртый стул» — шестой студийный альбом российской группы «Чайф». Альбом записывался в 1991 году в Перми на киностудии под видом саундтрека к одноимённому фильму по сценарию Тонино Гуэрры, который так и не был снят.

## Список композиций
Музыка и слова всех песен написана Владимиром Шахриным
| №                   | Название            | Длительность |
| ------------------- | ------------------- | ------------ |
| 1.                  | «Ковбои»            | 3:23         |
| 2.                  | «Утро прощай»       | 4:25         |
| 3.                  | «Вчера была любовь» | 4:00         |
| 4.                  | «Я был солдатом»    | 3:14         |
| 5.                  | «Всему своё время»  | 3:26         |
| 6.                  | «Что такое зима»    | 3:28         |
| 7.                  | «Неохота»           | 4:33         |
| 8.                  | «Вперёд»            | 3:34         |
| 9.                  | «Квадратный вальс»  | 3:02         |
| 10.                 | «Завяжи мне глаза»  | 2:50         |
| 11.                 | «Мой блюз»          | 4:50         |
| Общая длительность: | Общая длительность: | 40:45        |

| №                   | Название            | Длительность |
| ------------------- | ------------------- | ------------ |
| 12.                 | «Не говори никому»  | 5:33         |
| 13.                 | «Не спеши»          | 3:52         |
| Общая длительность: | Общая длительность: | 50:10        |

## Участники записи
| - Владимир Шахрин — вокал, гитара - Владимир Бегунов — гитара - Валерий Северин — ударные - Владимир Желтовских — альт - Владимир Привалов — бас-гитара - Звук, сведение: Виктор Алавацкий, Алексей Хоменко, Алексей Жданов | Приглашённые музыканты - Алексей Могилевский — саксофон (1), задний вокал - Егор Белкин — акустическая гитара (5) - Настя Полева — вокал (5) - Алексей Хоменко — рояль (6) - Олег Хоменко — скрипка (6) - Евгений «Юфа» Юфит — виолончель (6) |